# Katarina Matanović-Kulenović
Katarina Matanović-Kulenović (ur. 18 marca 1913 w Vuce, zm. 24 kwietnia 2003 w Zagrzebiu) – pierwsza chorwacka pilotka i spadochroniarka.

## Życiorys
Urodziła się w pobliżu Osijeka we wsi Vuka. Zaczęła naukę w liceum w Osijeku, ale po ukończeniu drugiej klasy zmarł jej ojciec i rodzina zaczęła mieć problemy finansowe. W 1927 roku z siostrą Paulą przeniosła się do Zagrzebia, gdzie ukończyła liceum. W 1930 zrobiła kurs handlowy w szkole w Zagrzebiu i została maszynistką. Zaczęła pracować w firmie budowlanej ŠVAB. Chciała zostać pilotem, ale nie miała środków na opłacenie czesnego. Dzięki pomocy krewnych i firmy, w której pracowała, w 1936 roku zaczęła naukę w Aeroklubie w Zagrzebiu. Po odbyciu kursu w październiku 1936 roku uzyskała licencje pilota sportowego. W 1938 roku podczas pokazu lotniczego w Belgradzie skoczyła na spadochronie jako pierwsza kobieta w tej części Europy. W 1939 roku w Zagrzebskim Aeroklubie zorganizowała sekcję kobiecą. Od 1943 roku służyła w chorwackich siłach powietrznych. W 1944 roku została ranna podczas bombardowania. Po zakończeniu wojny została oskarżona o szpiegostwo i aresztowana. Zwolniono ją po półtoramiesięcznym pobycie w areszcie. W 1945 roku została eksmitowana z mieszkania. Znalazła pracę w Generalturist w Zagrzebiu. Gdy syn rozpoczął studia, przeniosła się do Kolonii, gdzie pracowała jako sprzątaczka. Pod koniec życia miała problemy ze wzrokiem. Zmarła w 2003 roku. Jej prochy przez 4 lata były przechowywane w krematorium, aż Aeroklub w Zagrzebiu i prywatni darczyńcy sfinansowali jej pogrzeb.

## Życie prywatne
W maju 1942 roku wyszła za mąż za dziennikarza Novosti Namika Kulenovića, który zginął w katastrofie lotniczej w 1944 roku. 29 stycznia 1945 roku Katarina urodziła syna Namika.

## Odznaczenia
- 26 maja 1998 roku otrzymała Order Chorwackiej Jutrzenki za zasługi w sporcie z medalem z postacią Franja Bučara od prezydenta Franja Tuđmana[3][4].
- 26 listopada 2003 roku została ponownie przyjęta do Aeroklubu w Zagrzebiu[4].

## Upamiętnienie
W 2000 roku Boris Puhlovski napisał biografię Matanović-Kulenović zatytułowaną Katarina na krilima: uspomene prve hrvatske avijatičarke Katarine Kulenović-Matanović.